# 林朝棨煙管蝸牛
林朝棨煙管蝸牛（学名：Hemiphaedusa lini）为煙管蝸牛科臺灣紡錘煙管蝸牛屬下的一个种。本物種的種小名是為紀念台灣著名地質學家及腹足綱物種採集者林朝棨:197。

## 分佈
本物種目前只分佈於臺灣東部：見於臺東縣東河。

## 外部連結
- 維基物種上的相關：林朝棨煙管蝸牛